# Ontocetus
Ontocetus es un género extinto de morsa, un carnívoro acuático perteneciente a la familia Odobenidae, propio de las regiones costeras del sur del mar del Norte y las costas surorientales de Estados Unidos durante las épocas del Mioceno al Pleistoceno, hace entre 13.6 millones a 300,000 años.

## Taxonomía
La especie tipo, Ontocetus emmonsi, fue nombrada por Joseph Leidy en 1859 basándose en un único diente en forma de colmillo (USNM 329064) recolectado por Ebenezer Emmons de la formación Yorktown de inicios del Plioceno de Carolina del Norte, Estados Unidos.
Entre tanto, fósiles de mamíferos marinos estaban siendo exhumados en depósitos del Neógeno en las vecindades de Amberes, Bélgica así como en Suffolk, Inglaterra. Uno de estos fósiles fue identificado como un odobénido y nombrado Alachtherium cretsii. en 1867. Un diente aislado (RBINS 2892) fue nombrado Trichechodon koninckii en 1871. Los fósiles de Suffolk fueron nombrados como Trichechodon huxleyi en 1865. Sin embargo, por décadas Ontocetus fue relacionado con los fisetéridos, ya que el espécimen tipo se había perdido. Por ejemplo, Ontocetus fue alguna vez considerado un sinónimo del fisetérido Hoplocetus. Por entonces se recolectaron fósiles adicionales de morsas del Plioceno del Atlántico Norte, incluyendo a los holotipos de Alachitherium antverpiensis, Alachitherium antwerpiensis, Prorosmarus alleni y Alachitherium africanum.
En 2008, todos los especímenes de odobénidos del Plioceno de la región del Atlántico Norte fueron reexaminados tras el redescubrimiento del holotipo de Ontocetus emmonsi en la década de 1990. T. huxleyi, A. cretsii, A. antwerpiensis, A. antverpiensis, A. africanum y P. alleni fueron declarados sinónimos menores de O. emmonsi basándose en las comparaciones con USNM 329064. T. koninckii, por otro lado, fue considerado como no diagnóstico y designado como un nomen dubium.

### Especies asignadas erróneamente
En un caso adicional, Ontocetus oxymycterus fue nombrado por Remington Kellogg en 1925 con base en el espécimen USNM 10923, extraído de la formación Monterrey de mediados del Mioceno (Serravalliense) en Santa Bárbara (California). Fue recombinado como Scaldicetus oxymycterus por Kohno y Ray (2008), dade que O. emmonsi era un odobénido y O. oxymycterus es un fiseteroide.